# Аутекологічний редукціонізм
Аутекологічний редукціонізм (від Е. Геккеля до 60-х рр. XX ст.), суть якого полягає в тому, що, як вважають його прихильники, всі явища, які стосуються поширення та чисельності будь-яких організмів, можуть бути пояснені на основі відомої реакції на ті чи інші абіотичні фактори. Екологія виступає тут як пряме продовження фізіології в природних умовах. На першому етапі розвитку аутекологічної екології редукціонізм (мезологічна парадигма) був прогресивною методологією, тому він дозволив класифікувати величезну кількість даних, відкрити ряд фундаментальних законів факторіальної екології (аутекології), таких як Закон мінімуму Лібіха, Закон толерантності Шелфорда, Закон Лундегарда — Полєтаєва та ін. Однак до кінця 50-х рр. цього було недостатньо. На зміну парадигмі аутекологічного редукціонізму прийшла парадигма (період) синекологічного редукціонізму (з утвердження в біології на початку нашого століття концепції популяції і до початку 70-х рр.), В центрі уваги якого стоїть аналіз взаємодій організмів (популяцій). Коріння цієї парадигми знаходяться в теорії, еволюції Ч. Дарвіна (в його концепції внутрішньовидової та міжвидової боротьби за існування). Цей період, безперечно, в порівнянні з попереднім, був більш прогресивним, завдяки йому зародився цілий науковий напрям (один з основних розділів) в екології — демекологія, або екологія популяцій), у якій пріоритетною проблемою є біотичні взаємодії.